# Shinnosuke Nakatani
Shinnosuke Nakatani (中谷 進之介?, Nakatani Shinnosuke; Sakura, 24 marzo 1996) è un calciatore giapponese, difensore del Gamba Osaka.

## Caratteristiche tecniche
È un difensore centrale.

## Carriera

### Gamba Osaka
Il 21 dicembre 2023 viene ufficializzato il suo passaggio al Gamba Osaka, club militante nella massima divisione giapponese. Il 1º febbraio 2024, viene annunciato come vice capitano della squadra nerazzurra del Kansai. Il 24 febbraio successivo, nel corso della prima giornata della J1 League 2024, esordisce da titolare e come capitano nella massima serie giapponese nel pareggio per 1-1 in casa del Machida Zelvia.

## Statistiche

### Cronologia presenze e reti in nazionale
| Cronologia completa delle presenze e delle reti in nazionale ― Giappone | Cronologia completa delle presenze e delle reti in nazionale ― Giappone | Cronologia completa delle presenze e delle reti in nazionale ― Giappone | Cronologia completa delle presenze e delle reti in nazionale ― Giappone | Cronologia completa delle presenze e delle reti in nazionale ― Giappone | Cronologia completa delle presenze e delle reti in nazionale ― Giappone | Cronologia completa delle presenze e delle reti in nazionale ― Giappone | Cronologia completa delle presenze e delle reti in nazionale ― Giappone |
| Data                                                                    | Città                                                                   | In casa                                                                 | Risultato                                                               | Ospiti                                                                  | Competizione                                                            | Reti                                                                    | Note                                                                    |
| ----------------------------------------------------------------------- | ----------------------------------------------------------------------- | ----------------------------------------------------------------------- | ----------------------------------------------------------------------- | ----------------------------------------------------------------------- | ----------------------------------------------------------------------- | ----------------------------------------------------------------------- | ----------------------------------------------------------------------- |
| 30-3-2021                                                               | Chiba                                                                   | Mongolia                                                                | 0 – 14                                                                  | Giappone                                                                | Qual. Mondiali 2022                                                     | -                                                                       | 64’                                                                     |
| 7-6-2021                                                                | Suita                                                                   | Giappone                                                                | 4 – 1                                                                   | Tagikistan                                                              | Qual. Mondiali 2022                                                     | -                                                                       |                                                                         |
| 15-6-2021                                                               | Suita                                                                   | Giappone                                                                | 5 – 1                                                                   | Kirghizistan                                                            | Qual. Mondiali 2022                                                     | -                                                                       |                                                                         |
| 19-7-2022                                                               | Kashima                                                                 | Giappone                                                                | 6 – 0                                                                   | Hong Kong                                                               | Coppa dell'Asia orientale 2022                                          | -                                                                       | 46’                                                                     |
| 24-7-2022                                                               | Toyota                                                                  | Giappone                                                                | 0 – 0                                                                   | Cina                                                                    | Coppa dell'Asia orientale 2022                                          | -                                                                       |                                                                         |
| Totale                                                                  |                                                                         | Presenze                                                                | 5                                                                       |                                                                         | Reti                                                                    | 0                                                                       |                                                                         |

## Palmarès

### Club

#### Competizioni nazionali
- Coppa J. League: 2

Kashiwa Reysol: 2013
Nagoya Grampus: 2021

#### Competizioni internazionali
- Copa Suruga Bank: 1

Kashiwa Reysol: 2014

### Nazionale
- Coppa dell'Asia orientale: 1

2022

### Individuale
- Squadra del campionato giapponese: 1

2024